# Volo China Southwest Airlines 4146
Il volo China Southwest Airlines 4146 era un volo passeggeri di linea nazionale da Pechino a Chongqing, in Cina. Il 18 gennaio 1988, un Ilyushin Il-18D operante la tratta precipitò 32 chilometri a sud-ovest dell'aeroporto Internazionale di Chongqing-Jiangbei. Tutti i 108 a bordo persero la vita.

## L'aereo
Il velivolo coinvolto era un Ilyushin Il-18, marche B-222, numero di serie 187009901. Volò per la prima volta nel 1967 e venne consegnato a China Southwest Airlines lo stesso anno. Era spinto da 4 motori turboelica Ivchenko AI-20M. Al momento dell'incidente, l'aereo aveva circa 21 anni.

## L'incidente
Durante l'avvicinamento a Chongqing, il motore numero quattro (il motore esterno sull'ala destra) prese fuoco. Le fiamme consumarono il supporto del propulsore, che si staccò dall'ala e cadde a terra. Ciò causò una perdita di controllo. Il volo 4146 colpì una linea elettrica e due case prima di esplodere. Tutti a bordo dell'Ilyushin Il-18 morirono nell'incidente. Gli occupanti erano 104 cinesi, tre giapponesi e un britannico.
L'incendio al motore fu il risultato di una perdita d'olio. Il motore venne spento e l'elica messa in bandiera a causa delle forti vibrazioni. Tuttavia, il motorino di avviamento montato nel propulsore si era surriscaldato a tal punto da bruciare il tubo di alimentazione dell'olio ad alta pressione per mettere in bandiera l'elica. Quando l'equipaggio effettuò tali procedure, il tubo esplose e l'olio prese fuoco.

## Indagini e conseguenze
Non molto tempo dopo lo schianto del volo 4146, l'Amministrazione dell'aviazione civile cinese ordinò controlli di sicurezza che trovarono problemi meccanici che portarono alla messa a terra di almeno 17 aerei: 15 di fabbricazione sovietica e 2 britannica.
L'incidente del volo 4146 era stato causato dalla scarsa manutenzione.